# Vraždící stroje: Pravda o dinosaurech zabijácích
Vraždící stroje: Pravda o dinosaurech zabijácích (anglicky The truth about killer dinosaurs) je dvoudílný dokument televize BBC natočený v roce 2005. Odhaluje tajemství dinosaurů pomocí biomechanických strojů, které připomínají svojí stavbou i životní velikostí opravdové nalezené kosti vyhynulých živočichů. První díl odhaluje tajemství boje mezi tyranosaurem a triceratopsem. Druhý díl odhaluje pravdu o velociraptorovi a popisuje i ostatní dinosaury, protoceratopse, tarbosaura a ankylosauridního dinosaura Saichanie. Komentář k filmu propůjčil Bill Oddie.

## DVD
Titul  Vraždící stroje: Pravda o dinosaurech zabijácích byl vydán v nedělníku Aha! jako příloha. Oba dva díly tedy vyšly na dvou DVD. 

## Hra
Na stránkách televize BBC byla také uveřejněna hra The Baryonyx Mystery, ve které se hráč podobným způsobem jako v dokumentu dozvídá pravdu o dinosauru Baryonyxovi.